# Partido Gay
El Partido Gay (en italiano: Partito Gay), cuyo nombre completo es Partito Gay per i diritti LGBT+, Solidale Ambientalista e Liberale («Partido Gay por los derechos LGBT+, Solidario Ambientalista y Liberal»), es una agrupación política italiana, siendo la primera destinada específicamente a la defensa de los derechos de la diversidad sexual y la visibilización del voto rosa en el escenario político italiano.

## Historia
Los orígenes del partido se remontan a 2018, cuando Fabrizio Marrazzo —activista LGBT, portavoz del Gay Center y expresidente de Arcigay en Roma— inscribió el 30 de agosto la marca "Partito Gay", que incluía un logotipo que contenía una banda con los colores de la bandera LGBT y la frase «Europa Italia» en la parte superior. En aquel momento Marrazzo señalaba que el partido se encontraba en una etapa embrionaria a la espera de poder desarrollarla a nivel masivo en futuras elecciones y esperaba captar entre el 6% y el 15% de los votos.
El partido fue presentado públicamente el 19 de noviembre de 2020, en un acto encabezado por Marrazzo además de los activistas LGBT Claudia Toscano y Vittorio Tarquini. El partido define entre sus pilares programáticos la solidaridad, el ambientalismo y el liberalismo. La presentación del partido generó críticas desde el interior de la comunidad LGBT, dado que consideran que los derechos civiles no pueden ser defendidos de manera sectorial según cada grupo.
Entre las acciones del partido en sus primeros meses de actividad estuvo el acusar de homofobia al futbolista Zlatan Ibrahimović por comentarios emitidos en el 71.º Festival de San Remo, donde realizó bromas hacia el cantante Achille Lauro, y una solicitud para que los Jardines Públicos Indro Montanelli de Milán sea renombrado como Raffaella Carrà en homenaje a su reciente fallecimiento y en rechazo a los comentarios racistas que Montanelli emitió durante su vida.
El Partido Gay presentó candidaturas para las elecciones municipales de 2021, principalmente en las ciudades de Roma, Milán y Turín, donde presentaron como candidatos a alcalde a Fabrizio Marazzo, Mauro Festa y Davide Betti Balducci, respectivamente. En el caso de Turín, el partido ha denunciado homofobia por parte de los administradores del condominio donde se encuentra una sede de la agrupación debido a las dificultades que han presentado para desplegar la bandera LGBT y los símbolos del partido, así como realizar actividades de campaña. En Nápoles el partido apoya la candidatura de Antonio Bassolino, que es presentada por una coalición de listas cívicas que incluye a «Bassolino per Napoli», «Con Napoli Bassolino Sindaco» y «Napoli è Napoli», además del partido Acción. La agrupación también se presentó en Morterone, la comuna más pequeña de Italia, con Andrea Grassi como candidato a alcalde, mientras que en Valnegra presentó la candidatura a alcalde de Andrea Viscardi; ninguno de los candidatos resultó electo.
En cuanto a la asignación de concejales municipales producto de las mismas elecciones locales de octubre de 2021, el Partido Gay logró elegir 10 escaños: 2 en Valnegra, 3 en Morterone, y 5 en Lemie y Gravere (en estas 2 últimas comunas en coalición con otras listas cívicas).
En las elecciones municipales de 2022 el partido volvió a presentar candidaturas a alcalde: 15 de ellas fueron presentadas con el partido en solitario, mientras que otras candidaturas fueron presentadas como parte de listas cívicas o en coalición con otras agrupaciones electorales. El partido logró elegir 11 concejales.
Para las elecciones generales de 2022, el partido no logró recolectar las 80 mil firmas necesarias para poder inscribirse y el 22 de agosto anunciaron un acuerdo con el Movimiento 5 Estrellas para llevar 2 candidatos del Partido Gay en las listas de dicho partido: Fabrizio Marrazzo y Marina Zela.